# 卡利福尼亞 (巴拉那州)
卡利福尼亞（葡萄牙語：Califórnia，葡萄牙語發音：[kaljˈfɔɾnjɐ]）是一個位於巴西南部巴拉那州的市鎮，海拔800公尺，始建於1954年11月26日，距離首府庫里奇巴約348公里，毗鄰的市鎮有阿普卡拉纳和南马里兰迪亚。現任市長為保羅·威爾森·曼德索（Paulo Wilson Mendeso）。

## 行政區劃
巴西地理統計局原本使用中區、小區等兩個區劃做為資料統計之用，2017年改制為中級地理區和直接地理區。卡利福尼亞原屬於北中巴拉那中區（Norte Central Paranaense）下的阿普卡拉納小區（Apucarana），改制後則屬隆德里納（Guanambi）中級地理區下的阿普卡拉納直接地理區。

## 地理與氣候
卡利福尼亞周邊地區主要是農業用地，因此人口稀少，平均每平方公里人口僅60人。該地區的氣候潮濕，屬亞熱帶氣候，年均溫是21℃。最熱的月份是十月，月均溫24℃，最冷的是七月，溫度是16℃。年平均降雨量為2,066毫米。雨量最多的月份是6月，降雨量為305毫米，最少的是8月，降雨量為42毫米。

## 經濟

### 生產總值
巴西地理統計局2008年統計，卡利福尼亞年生產總值為53,567,169雷亞爾，人均GDP為6,898.54雷亞爾。

### 人類發展指數
根據2000年聯合國開發計劃署的資料，卡利福尼亞的人類發展指數為0.745，屬於中度發展。

## 人口
根據巴西地理統計局於2018年的估計，卡利福尼亞共有8,533人，面積141.817平方公里，平均人口密度為60.17人/km2。

## 外部鏈結
- . Divisão Territorial do Brasil e Limites Territoriais, Instituto Brasileiro de Geografia e Estatística (IBGE). 2008-07-01  [2009-12-17]. （原始内容存档于2020-06-14） （葡萄牙语）.
- (PDF). Estimativas de População, Instituto Brasileiro de Geografia e Estatística (IBGE). 2009-08-14  [2009-12-17]. （原始内容存档 (PDF)于2013-06-26） （葡萄牙语）.
- . Atlas do Desenvolvimento Humano, Programa das Nações Unidas para o Desenvolvimento (PNUD). 2000  [2009-12-17]. （原始内容存档于2011-11-03） （葡萄牙语）.
- (PDF). Instituto Brasileiro de Geografia e Estatística (IBGE). 2007-12-19  [2009-12-17]. （原始内容 (PDF)存档于2008-10-02） （葡萄牙语）.